# Nettie Stevens
Nettie Maria Stevens (7. srpnja 1861. – 4. svibnja 1912.) bila je američka genetičarka koja je otkrila spolne kromosome. Godine 1905., ubrzo nakon ponovnog otkrića Mendelevog rada o genetici iz 1900. godine, primijetila je da mužjaci crva brašnara proizvode dvije vrste spermija, jednu s velikim kromosomom i jednu s malim kromosomom. Kada su spermiji s velikim kromosomom oplodili jajašca, proizveli su žensko potomstvo, a kada su spermiji s malim kromosomom oplodili jajašca, proizveli su muško potomstvo. Par spolnih kromosoma koje je proučavala kasnije je postao poznat kao X i Y kromosom.

## Životopis
Nettie Maria Stevens rođena je 7. srpnja 1861. u Cavendishu, Vermont. Godine 1863., nakon smrti njezine majke, njezin se otac ponovno oženio i obitelj se preselila u Westford, Massachusetts. Njezin je otac bio stolar i zaradio dovoljno novca da Nettie i njezinoj sestri, Emmi, omogući dobro obrazovanje kroz srednju školu.